# Klepwespblaaskop
De klepwespblaaskop (Leopoldius valvatus) is een vliegensoort uit de familie van de blaaskopvliegen (Conopidae). De wetenschappelijke naam van de soort is voor het eerst geldig gepubliceerd in 1914 door Krober.